# Южно-Плетньовське сільське поселення
Ю́жно-Плетньо́вське сільське поселення (рос. Южно-Плетньовское сельское поселение) — муніципальне утворення у складі Омутинського району Тюменської області, Росія.
Адміністративний центр — село Южно-Плетньово.

## Історія
До 2004 року у складі Южно-Плетньовської сільської ради перебували також селище Роз'їзд № 29 (передане до складу Вагайського сільського поселення) та присілок Свобода (передане до складу Омутинського сільського поселення).

## Населення
Населення — 453 особи (2020; 450 у 2018, 508 у 2010, 651 у 2002).

## Склад
До складу поселення входять такі населені пункти:
| Населений пункт      | Населення, осіб (2002) | Населення, осіб (2010) |
| -------------------- | ---------------------- | ---------------------- |
| Черв'янка, присілок  | 179                    | 148                    |
| Южно-Плетньово, село | 472                    | 360                    |